# Conference Ouest 2005
La Conference Ouest 2005 è stata la 10ª edizione dell'omonimo torneo di football americano.
L'edizione è stata vinta dai Caïmans72 du Mans sui Kiowas de Garches.

## Squadre partecipanti
| Club                  | Città        | Stadio | Sponsor ufficiale | Risultato nella stagione 2004 |
| --------------------- | ------------ | ------ | ----------------- | ----------------------------- |
| Ankou de Rennes       | Rennes       |        |                   |                               |
| Caïmans72 du Mans     | Le Mans      |        |                   |                               |
| Conquérants de Caen   | Caen         |        |                   |                               |
| Dockers de Nantes     | Nantes       |        |                   |                               |
| Goupils de Montluçon  | Montluçon    |        |                   |                               |
| Kiowas de Garches     | Garches      |        |                   |                               |
| Licornes Saint-Brieuc | Saint-Brieuc |        |                   |                               |
| Marauders Angoulême   | Angoulême    |        |                   |                               |
| Margouillats de Rezé  | Rezé         |        |                   |                               |
| Phénix de Limoges     | Limoges      |        |                   |                               |
| Salamandres du Havre  | Le Havre     |        |                   |                               |
| Yankees Angers        | Angers       |        |                   |                               |

## Stagione regolare

### Calendario

#### 1ª giornata
| 8 maggio 2005 | Ankou de Rennes | 12 – 0 | Conquérants de Caen |  |

| 8 maggio 2005 | Caïmans72 du Mans | 24 – 22 | Kiowas de Garches |  |

| 8 maggio 2005 | Dockers de Nantes | 56 – 0 | Licornes Saint-Brieuc |  |

| 8 maggio 2005 | Marauders Angoulême | 46 – 0 | Goupils de Montluçon |  |

| 8 maggio 2005 | Margouillats de Rezé | 24 – 14 | Licornes Saint-Brieuc |  |

| 8 maggio 2005 | Phénix de Limoges | 36 – 0 | Goupils de Montluçon |  |

| 8 maggio 2005 | Salamandres du Havre | 6 – 12 | Caïmans72 du Mans |  |

| 8 maggio 2005 | Yankees Angers | 54 – 0 | Ankou de Rennes |  |

| 8 maggio 2005 | Dockers de Nantes | 40 – 0 | Margouillats de Rezé |  |

| 8 maggio 2005 | Marauders Angoulême | 28 – 0 | Phénix de Limoges |  |

| 8 maggio 2005 | Salamandres du Havre | 0 – 26 | Kiowas de Garches |  |

| 8 maggio 2005 | Yankees Angers | 20 – 0 | Conquérants de Caen |  |

#### 2ª giornata
| 22 maggio 2005 | Conquérants de Caen | 24 – 0 | Ankou de Rennes |  |

| 22 maggio 2005 | Goupils de Montluçon | 0 – 38 | Marauders Angoulême |  |

| 22 maggio 2005 | Kiowas de Garches | 0 – 18 | Caïmans72 du Mans |  |

| 22 maggio 2005 | Licornes Saint-Brieuc | 0 – 52 | Dockers de Nantes |  |

| 22 maggio 2005 | Marauders Angoulême | 16 – 0 | Phénix de Limoges |  |

| 22 maggio 2005 | Margouillats de Rezé | 0 – 40 | Dockers de Nantes |  |

| 22 maggio 2005 | Salamandres du Havre | 0 – 20 | Caïmans72 du Mans |  |

| 22 maggio 2005 | Yankees Angers | 36 – 6 | Ankou de Rennes |  |

| 22 maggio 2005 | Conquérants de Caen | 0 – 6 | Yankees Angers |  |

| 22 maggio 2005 | Goupils de Montluçon | 0 – 18 | Phénix de Limoges |  |

| 22 maggio 2005 | Kiowas de Garches | 16 – 8 | Salamandres du Havre |  |

| 22 maggio 2005 | Licornes Saint-Brieuc | 8 – 6 | Margouillats de Rezé |  |

### Classifiche
Le classifiche della regular season sono le seguenti:
- PCT = percentuale di vittorie, G = partite giocate, V = partite vinte,  P = partite perse, PF = punti fatti, PS = punti subiti

#### Girone A
| Pos. | Squadra               | PCT   | G | V | N | P | PF  | PS  |
| ---- | --------------------- | ----- | - | - | - | - | --- | --- |
| 1    | Dockers de Nantes     | 1.000 | 4 | 4 | 0 | 0 | 188 | 0   |
| 2    | Margouillats de Rezé  | .250  | 4 | 1 | 0 | 3 | 30  | 102 |
| 2    | Licornes Saint-Brieuc | .250  | 4 | 1 | 0 | 3 | 22  | 138 |

#### Girone B
| Pos. | Squadra             | PCT   | G | V | N | P | PF  | PS  |
| ---- | ------------------- | ----- | - | - | - | - | --- | --- |
| 1    | Yankees Angers      | 1.000 | 4 | 4 | 0 | 0 | 116 | 6   |
| 3    | Conquérants de Caen | .250  | 4 | 1 | 0 | 3 | 24  | 38  |
| 3    | Ankou de Rennes     | .250  | 4 | 1 | 0 | 3 | 18  | 114 |

#### Girone C
| Pos. | Squadra              | PCT   | G | V | N | P | PF | PS |
| ---- | -------------------- | ----- | - | - | - | - | -- | -- |
| 1    | Caïmans72 du Mans    | 1.000 | 4 | 4 | 0 | 0 | 74 | 28 |
| 2    | Kiowas de Garches    | .500  | 4 | 2 | 0 | 2 | 64 | 50 |
| 3    | Salamandres du Havre | .000  | 4 | 0 | 0 | 4 | 14 | 74 |

#### Girone D
| Pos. | Squadra              | PCT   | G | V | N | P | PF  | PS  |
| ---- | -------------------- | ----- | - | - | - | - | --- | --- |
| 1    | Marauders Angoulême  | 1.000 | 4 | 4 | 0 | 0 | 128 | 0   |
| 3    | Phénix de Limoges    | .500  | 4 | 2 | 0 | 2 | 54  | 44  |
| 2    | Goupils de Montluçon | .000  | 4 | 0 | 0 | 4 | 0   | 138 |

### Tabellone
|  | Quarti di finale     | Quarti di finale  |                   |                | Semifinali           | Semifinali           |  |  | Ouest Bowl X  | Ouest Bowl X |
|  |                      |                   |                   |                |                      |                      |  |  |               |              |
|  | 5 giugno 2005        |                   |                   |                |                      |                      |  |  |               |              |
|  |                      |                   |                   |                |                      |                      |  |  |               |              |
|  | Dockers de Nantes    | 30                |                   |                |                      |                      |  |  |               |              |
|  | Dockers de Nantes    | 30                | 5 giugno 2005     |                |                      |                      |  |  |               |              |
|  | Phénix de Limoges    | 0                 |                   |                |                      |                      |  |  |               |              |
|  | Phénix de Limoges    | 0                 | Dockers de Nantes | 0              |                      |                      |  |  |               |              |
|  | 5 giugno 2005        |                   | Dockers de Nantes | 0              |                      |                      |  |  |               |              |
|  |                      | Caïmans72 du Mans | 20                |                |                      |                      |  |  |               |              |
|  | Caïmans72 du Mans    | Caïmans72 du Mans | 20                | v              |                      |                      |  |  |               |              |
|  | Caïmans72 du Mans    |                   | 5 giugno 2005     | v              |                      |                      |  |  |               |              |
|  | Conquérants de Caen  | p d.g.s.          |                   |                |                      |                      |  |  |               |              |
|  | Conquérants de Caen  | p d.g.s.          | Caïmans72 du Mans | 20             |                      |                      |  |  |               |              |
|  | 5 giugno 2005        |                   | Caïmans72 du Mans | 20             |                      |                      |  |  |               |              |
|  |                      | Kiowas de Garches | 6                 |                |                      |                      |  |  |               |              |
|  | Yankees Angers       | Kiowas de Garches | 6                 | 7              |                      |                      |  |  |               |              |
|  | Yankees Angers       | 5 giugno 2005     |                   | 7              |                      |                      |  |  |               |              |
|  | Margouillats de Rezé | 0                 |                   |                |                      |                      |  |  |               |              |
|  | Margouillats de Rezé | 0                 | Yankees Angers    | 6              | Finale 3º - 4º posto | Finale 3º - 4º posto |  |  |               |              |
|  | 5 giugno 2005        |                   | Yankees Angers    | 6              | Finale 3º - 4º posto | Finale 3º - 4º posto |  |  |               |              |
|  |                      | Kiowas de Garches | 8                 |                |                      |                      |  |  |               |              |
|  | Marauders Angoulême  | Kiowas de Garches | 8                 | 0              | Dockers de Nantes    | 14                   |  |  |               |              |
|  | Marauders Angoulême  |                   |                   | 0              | Dockers de Nantes    | 14                   |  |  |               |              |
|  | Kiowas de Garches    | 22                |                   | Yankees Angers | 6                    |                      |  |  |               |              |
|  | Kiowas de Garches    | 22                |                   |                | 6                    |                      |  |  |               |              |
|  |                      |                   |                   |                |                      |                      |  |  | 5 giugno 2005 |              |
|  |                      |                   |                   |                |                      |                      |  |  |               |              |

|  | Finale 5º - 6º posto |                     |    |  |
|  |                      |                     |    |  |
|  | Marauders Angoulême  | Marauders Angoulême | 36 |  |
|  | Phénix de Limoges    | Phénix de Limoges   | 0  |  |

### Quarti di finale
| 5 giugno 2005 | Caïmans72 du Mans | v – p (a tavolino) | Conquérants de Caen |  |

| 5 giugno 2005 | Dockers de Nantes | 30 – 0 | Phénix de Limoges |  |

| 5 giugno 2005 | Marauders Angoulême | 0 – 22 | Kiowas de Garches |  |

| 5 giugno 2005 | Yankees Angers | 7 – 0 | Margouillats de Rezé |  |

### Spareggio a 3 squadre per l'accesso al 5º - 6º posto
| 5 giugno 2005 | Margouillats de Rezé | 0 – 18 | Marauders Angoulême |  |

| 5 giugno 2005 | Phénix de Limoges | v – p (a tavolino) | Margouillats de Rezé |  |

### Semifinali
| 5 giugno 2005 | Dockers de Nantes | 0 – 20 | Caïmans72 du Mans |  |

| 5 giugno 2005 | Yankees Angers | 6 – 8 | Kiowas de Garches |  |

### Finale 5º - 6º posto
| 5 giugno 2005 | Marauders Angoulême | 36 – 0 | Phénix de Limoges |  |

### Finale 3º - 4º posto
| 5 giugno 2005 | Dockers de Nantes | 14 – 6 | Yankees Angers |  |

### Ouest Bowl X
| Le Mans 5 giugno 2005 | Caïmans72 du Mans | 20 – 6 | Kiowas de Garches | Stade Auguste Delaune |

## Verdetti
- Caïmans72 du Mans vincitori dell'Ouest Bowl 2005